# イジェフスク市電
イジェフスク市電（ロシア語: Ижевский трамвай）は、ロシア連邦の都市・イジェフスクに路線網を有する路面電車。2021年現在はトロリーバス（イジェフスク・トロリーバス）と共に、イジェフスク市が所有する単一企業体であるイシュゴルエレクトロトランス（МУП «ИжГорЭлектроТранс»）によって運営されている。

## 歴史
イジェフスク市内に路面電車の導入が決定したのは、ソビエト連邦（ソ連）時代の1934年であった。当時のイジェフスクはウドムルト自治ソビエト社会主義共和国（現：ウドムルト共和国）の首都に認定される程の発展を見せていたが、人口の増加に対して交通機関の不足が問題視されており、住民は職場へ徒歩での移動を余儀なくされていた。その状況を改善するため、同年以降路面電車の建設が行われ、翌1935年11月18日に最初の路線が営業運転を開始した。
路面電車は開業当初からイジェフスクにおける重要な交通機関と見做され、1937年以降は路線網の延伸が積極的に行われた。第二次世界大戦（大祖国戦争）中は男性従業員の徴兵による人員不足や電力不足、急増する乗客など困難を余儀なくされたものの、1941年にも一部路線の延伸が実施されている。
戦後は酷使により修繕が必要となった車両や施設の復旧工事が行われた一方、1947年以降は再度路線網の延伸が始まった。この動きは都市の発展が進んだ1950年代以降さらに加速し、住宅地と工業地域を結ぶ路線をはじめとする新たな系統の開通も行われ、1960年代の終わりには8系統、最後の延伸が行われた1988年時点では12系統を有する路線網が出来上がった。そのうち1982年に開通した10号線については従来の路線から規格を向上させた「高速路面電車」（скоростного трамвая）と位置づけられた。車両については2軸車を中心としたソ連製の車両（KTM-1、KTM-2）の導入が行われたが、1966年にチェコスロバキア（現：チェコ）製のタトラカー（タトラT3）の営業運転が始まり、1973年までに全車両がタトラカーに統一された。
ソビエト連邦の崩壊後は一部系統の廃止が行われたものの、引き続きイジェフスク市電は市内における重要な交通機関として営業運転を続けている。車両についても運営組織のイシュゴルエレクトロトランスにより老朽化した既存の車両の近代化を積極的に実施している他、2021年以降は超低床電車の導入が行われている。

## 系統
2021年現在、イジェフスク市電で運行しているのは以下の11系統である。これら以外に廃止された系統として6号線（1967年 - 2010年）と13号線（1997年 - 1998年）が過去に存在した。
| 系統番号 | 起点              | 終点              | 備考・参考             |
| -------- | ----------------- | ----------------- | ---------------------- |
| 1        | Сквер металлургов | ул. Московская    |                        |
| 2        | ул. Промышленная  | Буммаш            |                        |
| 3        | ул. Промышленная  | ул. Московская    | 平日ラッシュ時のみ運行 |
| 4        | ул. Промышленная  | Сквер металлургов | 平日ラッシュ時のみ運行 |
| 5        | Буммаш            | ул. Огнеупорная   |                        |
| 7        | Буммаш            | Сквер металлургов |                        |
| 8        | ул. Промышленная  | Буммаш            | 平日ラッシュ時のみ運行 |
| 9        | ул. Московская    | Буммаш            |                        |
| 10       | Сквер металлургов | ул. Ворошилова    | 高速路面電車           |
| 11       | ул. Ворошилова    | ул. Промышленная  | 平日ラッシュ時のみ運行 |
| 12       | ул. Ворошилова    | ул. Московская    |                        |

## 車両
2021年時点でイジェフスク市電に在籍する車両は以下の通り。前述の通りイシュゴルエレクトロトランスは2000年代以降更新工事や譲渡、新造車両の導入などによる車両の積極的な近代化を図っている。
| 車両形式   | 車両形式               | 両数 (2021年10月現在) | 備考・参考                           |
| ---------- | ---------------------- | --------------------- | ------------------------------------ |
| タトラT3   | タトラT3SU(2扉車)      | 64両                  |                                      |
| タトラT3   | タトラT3SU(3扉車)      | 28両                  |                                      |
| タトラT3   | タトラT3SU(車体修繕車) | 11両                  |                                      |
| タトラT3   | タトラT3K              | 47両                  | 機器更新車                           |
| タトラT3   | タトラT3R.P            | 47両                  | 機器更新車                           |
| タトラT3   | タトラT3RF             | 3両                   |                                      |
| タトラT3   | タトラT3R "イシュ"     | 2両                   | 車体・機器更新車 全車運用離脱中      |
| タトラT3   | タトラT3K "イシュ"     | 7両                   | 車体・機器更新車                     |
| タトラT3   | タトラT3K-イシュ-N     | 1両                   | 車体・機器更新車 部分超低床電車      |
| タトラT6B5 | タトラT6B5SU           | 35両                  | ČKDタトラ製                          |
| タトラT6B5 | タトラT6B5-RA          | 10両                  | イネコン・トラム製                   |
| タトラKT4  | タトラKT4DM            | 10両                  | 2車体連接車 ベルリン市電からの譲渡車 |
| 71-402     | 71-402                 | 1両                   | 運用離脱中                           |
| 71-619     | 71-619KT-01            | 1両                   | 運用離脱中                           |
| 71-911     | 71-911EM               | 16両                  | 超低床電車                           |

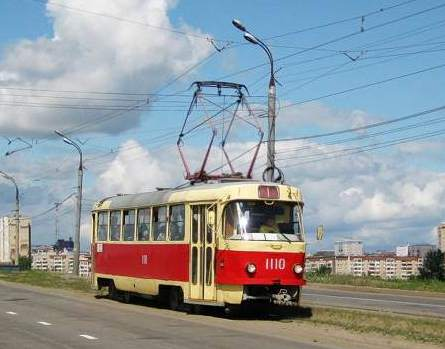
タトラT3（2扉車） （2011年撮影）
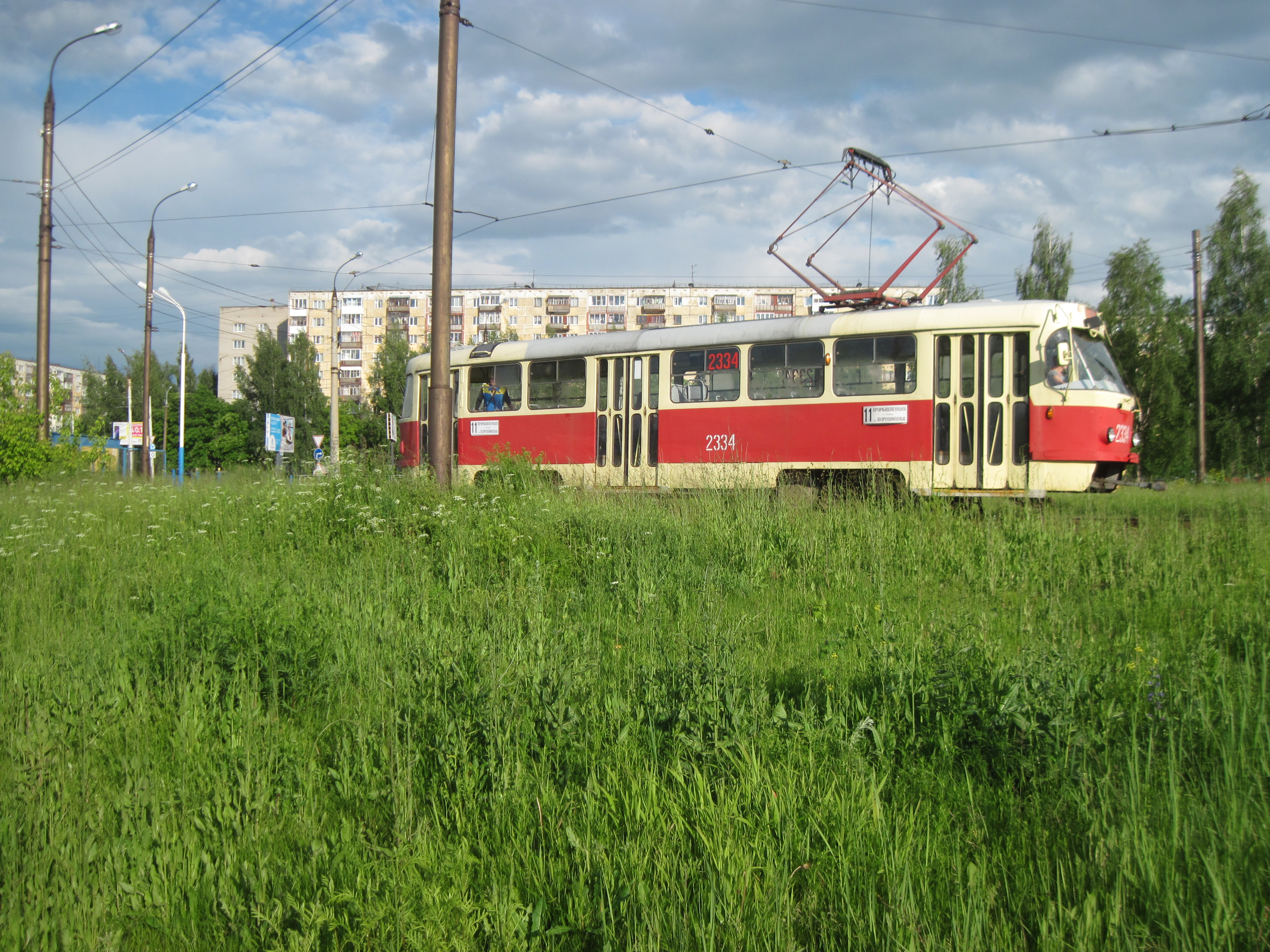
タトラT3（3扉車） （2017年撮影）
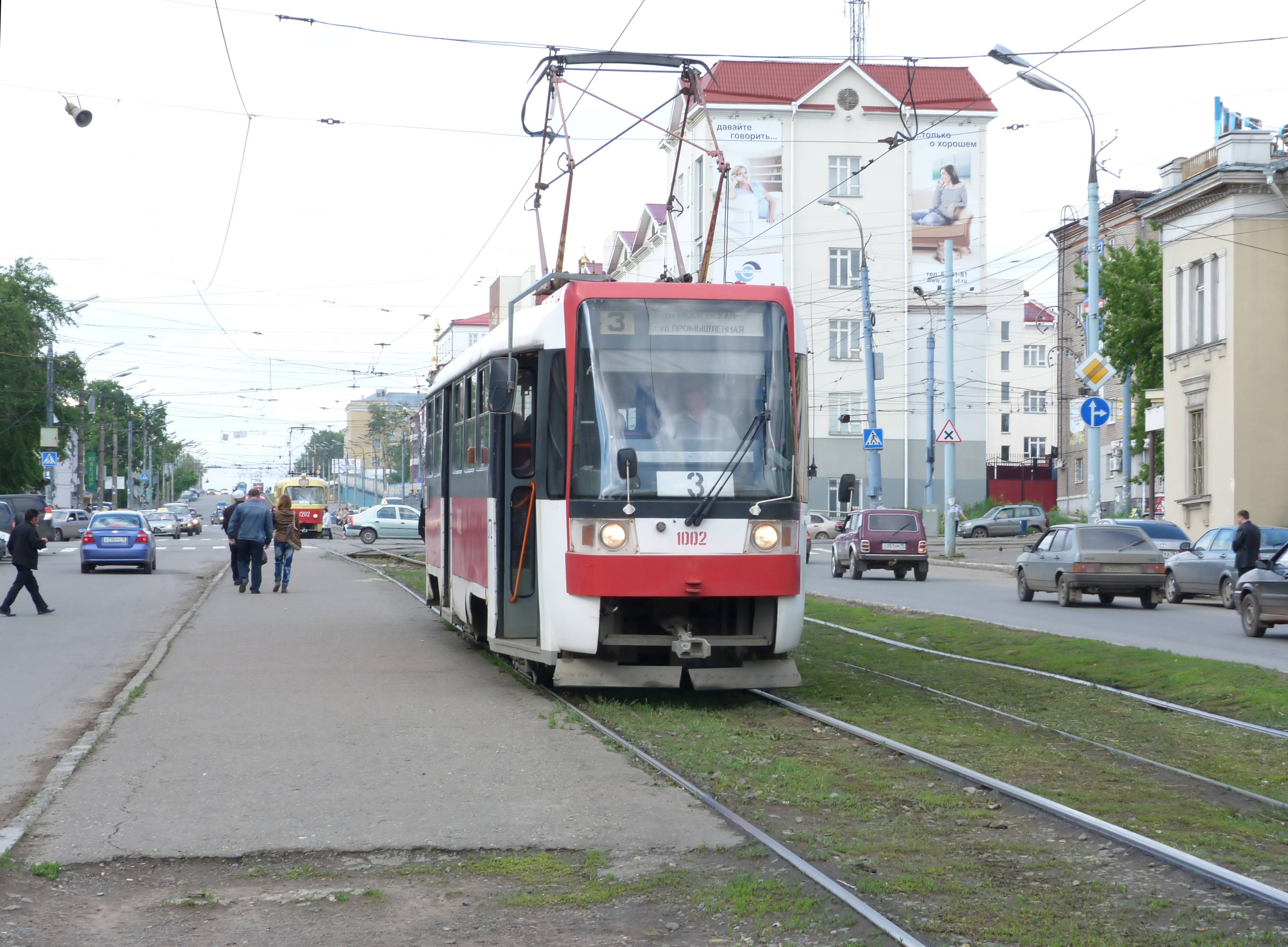
タトラT3RF （2011年撮影）
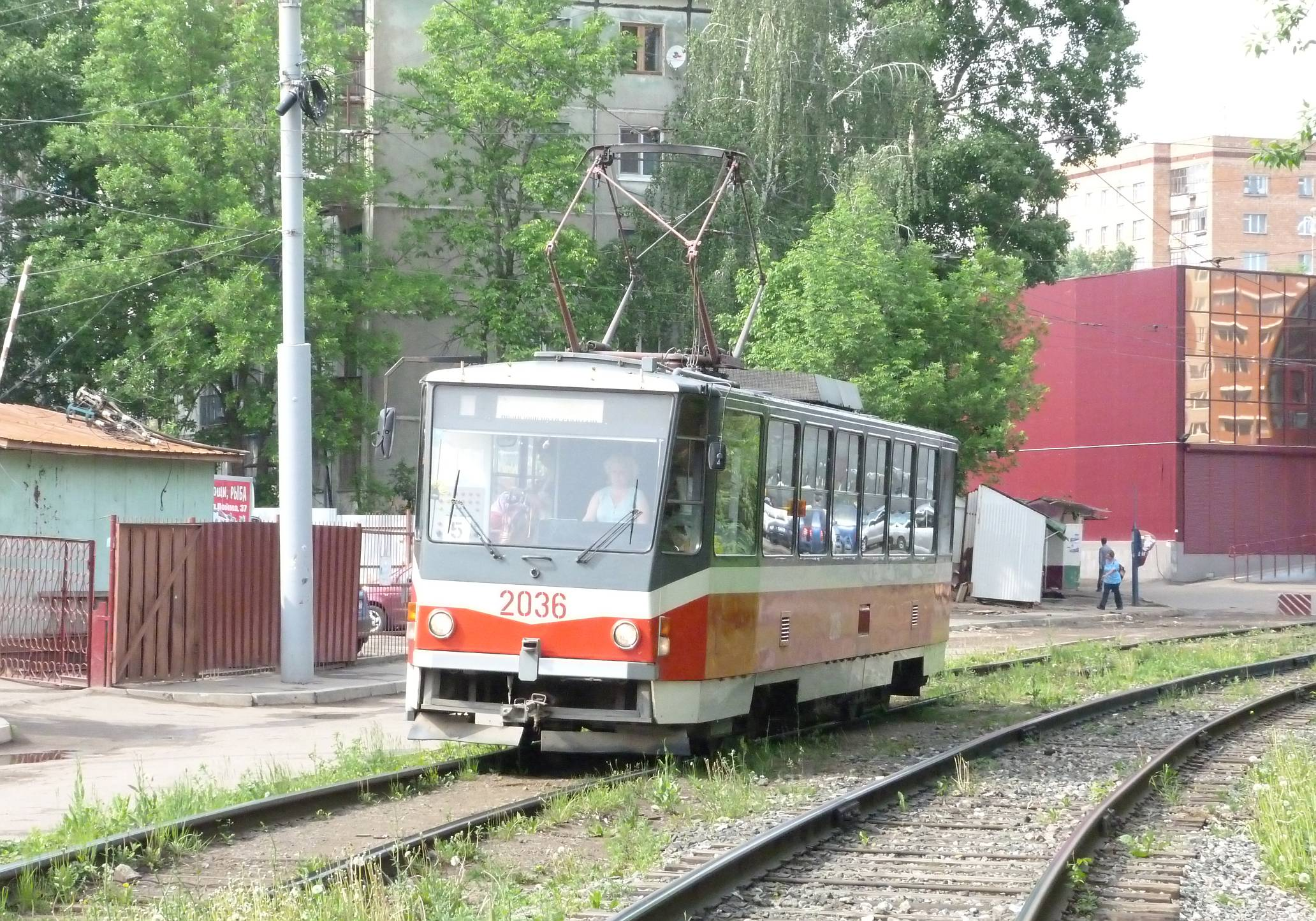
タトラT6B5 （2011年撮影）
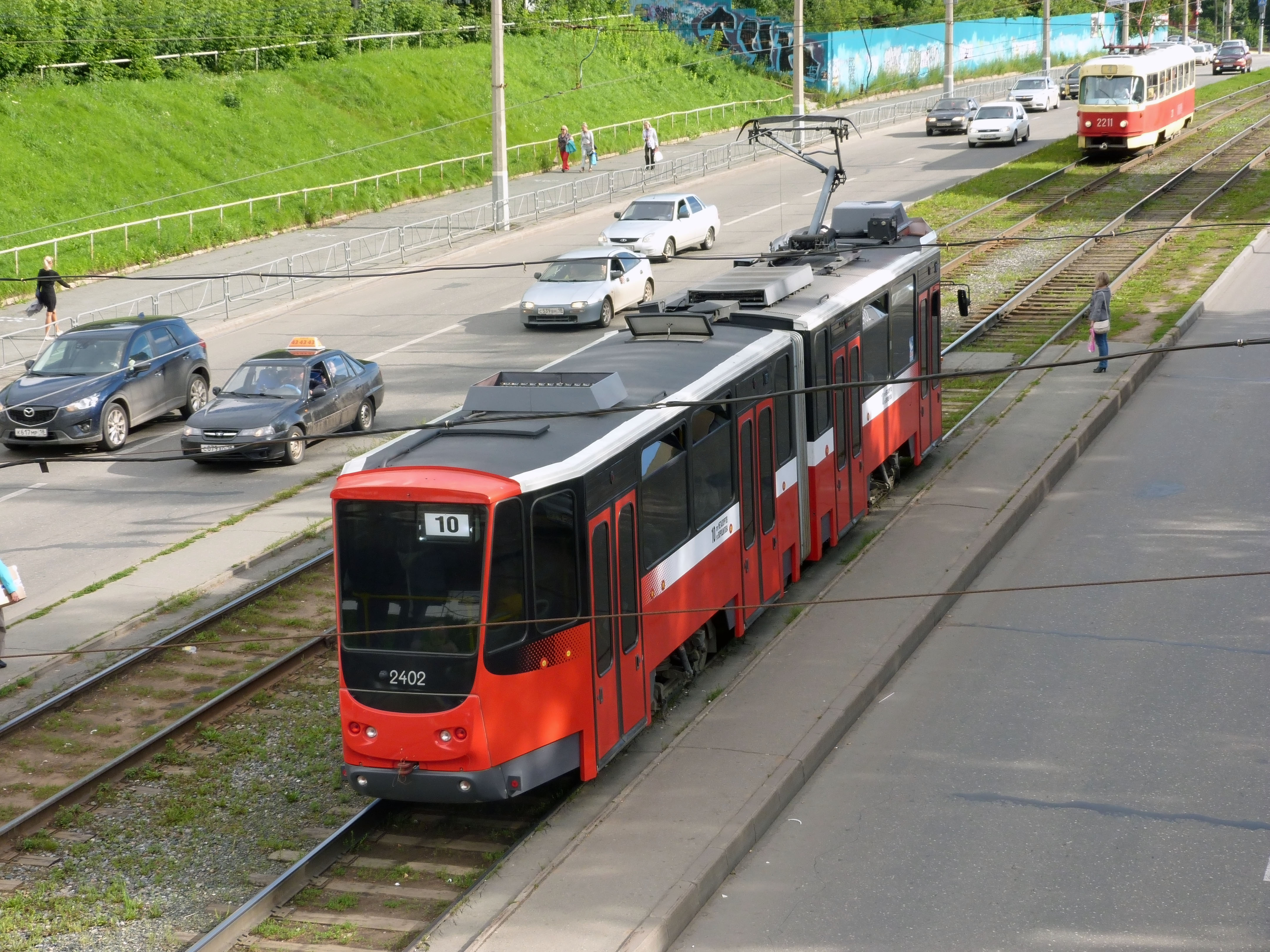
タトラKT4DM （2015年撮影）
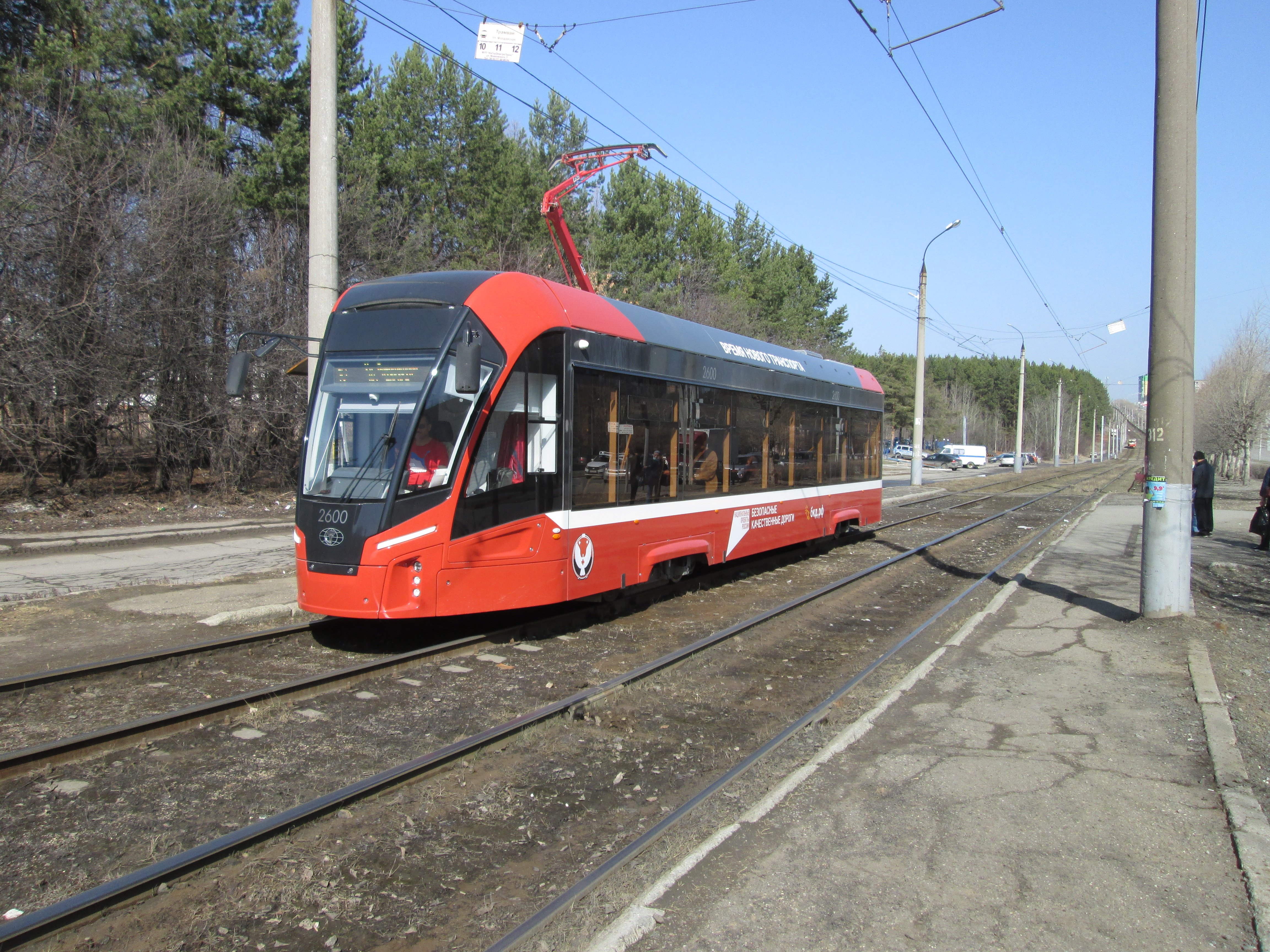
71-911EM （2021年撮影）